# The Girl Can't Help It
Singles de Little Richard
She's Got It
(1956) Lucille
(1957)
The Girl Can't Help It est une chanson originellement enregistrée par le chanteur et musicien américain Little Richard pour le film musical La Blonde et moi (anglais : The Girl Can't Help It), dont elle est la chanson-titre.
Publiée en single sous le label Specialty Records en janvier 1957, elle a atteint la 49e place du Top 100 du magazine musical américain Billboard, passant en tout 8 semaines dans le chart.
En 2004, Rolling Stone a classé cette chanson, dans la version originale de Little Richard, 413e sur sa liste des « 500 plus grandes chansons de tous les temps ». (En 2010, le magazine rock américain a mis à jour sa liste, maintenant la chanson est 420e.)

## Composition
La chanson a été écrite par Bobby Troup. L'enregistrement de Little Richard a été produit par Robert (Bumps) Blackwell.